# 착한 사나이
《착한 사나이》는 2025년 7월 18일부터 방송 중인 JTBC 금요 드라마다.

## 기획 의도
건달 3대 집안 장손 석철이 가족과 직장, 사랑을 지키기 위해 겪는 파란만장 사건들을 웃음과 눈물로 그려낸 드라마

## 제작진

### 제작사
- SLL
- 하이브미디어코프
- 하이그라운드

### 극본
- 김운경 : MBC 창사 38주년 특집 2부작 드라마 《아름다운 서울》(집필), MBC 5·18 특집 2부작 드라마 《낮에도 별은 뜬다》(집필), KBS 1TV 대하 드라마 《포도대장》(집필) 집필
- 김효석 : 영화 《야당》(각본) 집필

### 연출
- 송해성
- 박홍수 : 영화 《동갑내기 과외하기 레슨 2》(연출부, 단역 - 알바 파트너 역), 영화 《궁녀》(연출부), 영화 《아름답다》(조연출), 영화 《영화는 영화다》(조감독), 영화 《의형제》(조감독), 영화 《고지전》(조연출), 영화 《내 아내의 모든 것》(조감독), 영화 《동창생》(감독, 각색), 영화 《천문: 하늘에 묻는다》(윤색, 조감독), JTBC 토일 드라마 《인간실격》(공동 연출) 연출

## 등장 인물

### 주요 인물
- 이동욱 : 박석철 역 - 어린 시절 헤밍웨이를 좋아하고 시인을 꿈꿨지만, 원치 않게 건달이 됐다. 입은 거칠어도 예의는 바르고, 제법 의리가 있으며, 문득 떠오른 옛사랑의 기억에 아파할 줄 안다. 누구보다 우직하게 버텨왔지만, 이제는 자신의 삶을 제자리로 되돌리기로 결심한 그는 첫사랑 미영과 운명적 재회를 하면서 또 한번 인생의 소용돌이에 휘말리게 된다. 석경의 남동생. 석희의 오빠. 형근의 외삼촌.
- 이성경 : 강미영 역 - 자신의 삶을 노래하고 싶은 가수 지망생, 버거운 현실에 치이고 무대 공포증이라는 치명적인 약점이 발목 잡아도 한순간도 가수의 꿈을 내려놓지 않았던 미영은 어릴 적 풋풋한 사랑을 키워오던 석철과 재회한 뒤 꿈을 향해 한 걸음 내디딜 용기를 얻는다. 혜숙의 딸.

### 가족들
- 천호진 : 박실곤 역 - 석경&석철&석희의 아버지, 한때는 전국구 건달로 이름 날리며 살아왔지만, 지금은 초야에 묻혀 텃밭을 일구는 게 일상이다. 실곤은 아들까지 건달의 세계에 밀어 넣은 과거의 자신을 후회한다. 형근의 외할아버지. 막순의 남편.
- 박명신 : 조막순 역 - 석경&석철&석희의 어머니, 건달 집안에 시집와 살면서 산전수전 다 겪고 깡만 남았다. 집 나간 큰딸 석경이 맡기고 간 외손자 형근(9세)에게 온갖 사랑을 다 쏟는다. 형근의 외할머니.
- 오나라 : 박석경 역 - 말도 많고 탈도 많은 석철의 큰누나, 결혼과 사업에 실패한 뒤 아들 형근(9)을 막순에게 맡겨놓고 도박판에 뛰어들었지만, 빚만 가득 안은 채 동생들의 손에 이끌려 집으로 돌아온다. 석희의 언니. 실곤과 막순의 딸.
- 류혜영 : 박석희 역 - 석경과 석철의 여동생, 박실곤 씨 집안의 자식 중 제일 엘리트이며, 막순 여사가 의지할 수 있는 유일한 딸이다. 간호사로 일하며 오빠 박석철의 친구인 의사 장기홍과 사내 연애 중이다. 야무지고 반듯한 성미로 가족의 자랑이었던 그에게도 선택의 순간이 찾아온다. 형근의 이모. 실곤과 막순의 딸.
- 최이준 : 형근 역 - 석경의 아들, 집 나간 엄마가 보고 싶은, 생각이 깊은 귀여운 꼬마. 건달 집안의 피를 물려받아 태권도와 같은 체육 활동을 좋아하는 듯한데 재능이 없다. 실곤과 막순의 외손자. 석철과 석희의 조카.
- 박미현 : 윤혜숙 역 - 점점 딸의 얼굴을 잊어 가는 미영의 엄마

### 친구들
- 김도윤 : 윤병수 역 - 강력팀 형사, 석철의 고교 동창으로, 석철 병수 기홍은 예나 지금이나 절친 3인방이다. 어릴 적부터 지금까지 일편단심으로 석경 누나를 좋아하고 있다.
- 문태유 : 장기홍 역 - 정형외과 의사, 석희와 같은 병원에 근무하며 그녀와 연애 중이다. 얼핏 우유부단해보여 석희의 애를 태우곤 한다. 석철과 병수의 고교 동창.
- 박성연 : 고정님 역 - 석경에게 도리짓고땡부터 섯다, 바둑이 등을 가르쳐 준 동네 친구. 하지만, 손보다 귀가 빨라 쉽게 뒤통수를 맞곤 한다.

### 창수파 (명산실업)
- 이문식 : 김창수 역 - '창수파'의 보스이자 석철이 다니는 '명산실업'의 회장, 사람 좋은 인상이지만 명색이 건달이라 욱하는 성격은 숨길 수 없다. 특히 강태훈이 관련된 일에서 더욱 그렇다.
- 한재영 : 오상열 역 - 김창수의 오른팔, 오랜 조직 생활에 닳고 닳은 창수파 NO2. 석철에게 열등감을 가지고 있지만, 그것을 숨긴다.
- 박두식 : 손흥만 역 - 석철의 직계 후배, 무식하고 엉뚱하며 매사 즉흥적이다. 생긴 것과 달리 싸움 실력은 형편없다.
- 차시원 : 이두식 역 - 석철의 후배, 도박에 빠져 석철을 더욱 곤란하게 만든다.
- 오승백 : 우석 역 - '박석철 형님'같은 짜세 나오는 건달이 되는 게 꿈인 고딩, '창수파'에 들어가려 하지만, 석철에게 매번 퇴짜를 맞는다.

### 태훈파 (삼준건설)
- 박훈 : 강태훈 역 - 명산실업의 라이벌 조직인 삼준건설의 보스, 오래 전 석철과 같은 조직에 몸담았다. 비록 지금은 창수, 상열과는 원수가 됐지만, 석철과는 여전히 가까운 사이다. 하지만 노래하는 미영에게 한눈에 반해 석철과 위태로운 삼각관계 위에서 대면하게 된다.
- 강빈 : 임복천 역 - 태훈의 오른팔, 석철의 고등학교 후배로, 조직은 다르지만 석철을 곧잘 따른다.
- 한민 : 천호 역 - 태훈의 운전수이자 보디가드, 시키는 일이면 뭐든 하는 냉혈한.

### 동네 이웃들
- 유승목 : 작대기 역 - 실곤의 후배, 과거, 실곤의 오른팔이자 실곤의 목숨을 구했던 의리의 사나이. 그의 절룩거리는 다리는 실곤과의 끈끈한 우정을 상징한다.
- 박원상 : 김진호 역 - 명산시 세입자 주거대책위원회 회장, 재개발 철거 현장에서 석철과 대면한다.

### 그 외 인물
- 이정현 : 영기 역
- 미상 : 병원장 사모 역
- 미상 : 박석철의 조직원 역
- 미상 : 매니저 역
- 미상 : 조직 입문을 원하는 고등학생 역
- 임성균 : 장학 역

## 참고 사항
- 박성연, 문태유는 tvN 토일 드라마 《눈물의 여왕》 이후 1년 만에 다시 만나 캐스팅 됐다.

## 같이 보기
- 대한민국의 텔레비전 드라마 목록 (ㅊ)
- 2025년 대한민국의 텔레비전 드라마 목록